# Miquel Bover Salom
Miquel Bover Salom es Sardiner (Palma, 12 d'octubre de 1896 - Palma, 10 d'octubre de 1977) va ser un ciclista mallorquí, que va córrer 1917 i 1926. La seva principal victòria fou el Campionat d'Espanya de ciclisme en ruta de 1920. També va aconseguir diferents campionats d'Espanya en pista.
Tenia un cafè. Era membre d'Esquerra Republicana Balear. La nit de l'1 d'agost de 1936, sis falangistes l'anaren a cercar a casa seva i el dugueren a matar prop de la carretera de Puigpunyent. Quan els franquistes li dispararen es posà a córrer i sols el feriren a un braç. Setmanes després, ja curat de la ferida, va ser internat a la presó de Can Mir.
És el pare del també ciclista Miquel Bover Pons. Un altre fill, Pere Bover Pons, morí en accident en el velòdrom del Tirador el 15 de maig de 1940.

## Palmarès
- 1917
  -  Campió d'Espanya Darrere moto stayer
- 1919
  -  Campió d'Espanya de Velocitat
  -  Campió d'Espanya Darrere moto stayer
- 1920
  -  Campió d'Espanya de ciclisme en ruta
  -  Campió d'Espanya de Velocitat
  -  Campió d'Espanya Darrere moto stayer
- 1924
  -  Campió d'Espanya Darrere moto stayer
- 1925
  -  Campió d'Espanya Darrere moto stayer
- 1926
  -  Campió d'Espanya Darrere moto stayer